# Militära grader i Folkets befrielsearmé
Militära grader i Folkets befrielsearmé visar tjänstegrader och gradbeteckningar i Folkets befrielsearmés markstridskrafter.

## Officerare
| Gradbeteckning | Tjänstegrad | Typbefattningar                                                                           | Motsvarighet i Sverige |
| -------------- | ----------- | ----------------------------------------------------------------------------------------- | ---------------------- |
| 上将           | 上将        | Vice ordförande för Centrala militärkommissionen (CMK) Ledamot i CMK Regional befälhavare | General                |
| 中将           | 中将        | Ställföreträdande regional befälhavare                                                    | Generallöjtnant        |
| 少将           | 少将        | Armékårchef Ställföreträdande armékårchef                                                 | Generalmajor           |
| 大校           | 大校        | Divisionschef                                                                             | Brigadgeneral          |
| 上校           | 上校        | Ställföreträdande divisionschef Brigadchef Regementschef                                  | Överste                |
| 中校           | 中校        | Ställföreträdande regementschef                                                           | Överstelöjtnant        |
| 少校           | 少校        | Bataljonschef                                                                             | Major                  |
| 上尉           | 上尉        | Ställföreträdande bataljonschef Kompanichef                                               | Kapten                 |
| 中尉           | 中尉        | Ställföreträdande bataljonschef Kompanichef Ställföreträdande kompanichef                 | Löjtnant               |
| 少尉           | 少尉        | Plutonchef                                                                                | Fänrik                 |
| 学员           | 学员        | Officersaspirant                                                                          | Kadett                 |

## Övriga grader
| Gradbeteckning | Tjänstegrad | Motsvarighet i Sverige |
| -------------- | ----------- | ---------------------- |
| 一级军士长     | 一级军士长  | Regementsförvaltare    |
| 二级军士长     | 二级军士长  | Förvaltare             |
| 三级军士长     | 三级军士长  | Fanjunkare             |
| 四级军士长     | 四级军士长  | Förste sergeant        |
| 上士           | 上士        | Sergeant               |
| 中士           | 中士        | Korpral                |
| 下士           | 下士        | Vicekorpral            |
| 上等兵         | 上等兵      | Menig 1. kl            |
| 列兵           | 列兵        | Menig                  |

## Tjänsteställningstecken för civilanställda

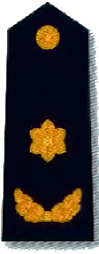
Likställd med överste 1. gr.
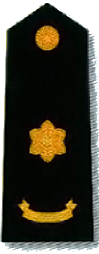
Likställd med överste

## Grader 1955-1965
| Befälskategori      | Tjänstegrad       | Axelklaffar | Kragspeglar |
| ------------------- | ----------------- | ----------- | ----------- |
| Marskalkar          | Stormarskalk      |             |             |
| Marskalkar          | Marskalk          |             |             |
| Generalspersoner    | General 1. graden |             |             |
| Generalspersoner    | General           |             |             |
| Generalspersoner    | Generallöjtnant   |             |             |
| Generalspersoner    | Generalmajor      |             |             |
| Regementsofficerare | Överste 1. graden |             |             |
| Regementsofficerare | Överste           |             |             |
| Regementsofficerare | Överstelöjtnant   |             |             |
| Regementsofficerare | Major             |             |             |
| Kompaniofficerare   | Kapten 1. graden  |             |             |
| Kompaniofficerare   | Kapten            |             |             |
| Kompaniofficerare   | Löjtnant          |             |             |
| Kompaniofficerare   | Fänrik            |             |             |
| Officersaspiranter  | Kadett            |             |             |
| Underbefäl          | Överfurir         |             |             |
| Underbefäl          | Furir             |             |             |
| Underbefäl          | Korpral           |             |             |
| Manskap             | Vicekorpral       |             |             |
| Manskap             | Menig             |             |             |

### Fotnoter
1. ↑  "The PLA’s New Organizational Structure." The Jamestown Foundation. 2017-12-14.